# Metalcore (elektronická hudba)
Metalcore (nebo také gabber metal) je hudební styl, jedna z odnoží hardcore techno.
Je to kombinace gabberu a terroru s metalovými samply kytar. Bývá tvořen jen exklusivně, pro tento styl není mnoho typických interpretů nebo labelů.

## Zástupci žánru
- A Blunted Vision
- BBYB
- DJ Skinhead
- Riot Squad
- The Berzerker

## Vydavatelství
- 12 Gauge